# Ar-Rifa'i-Moschee

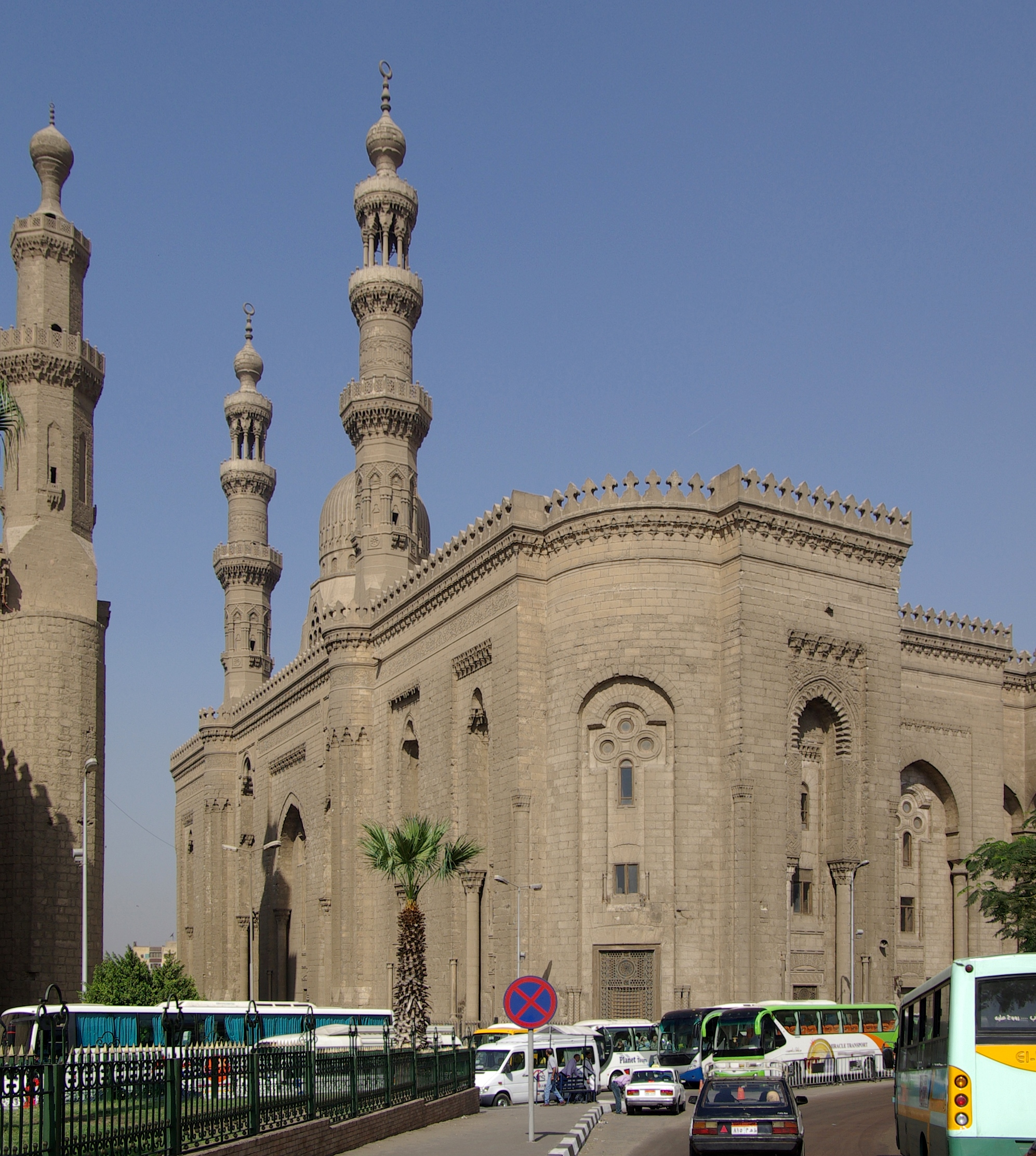
ar-Rifa'i-Moschee

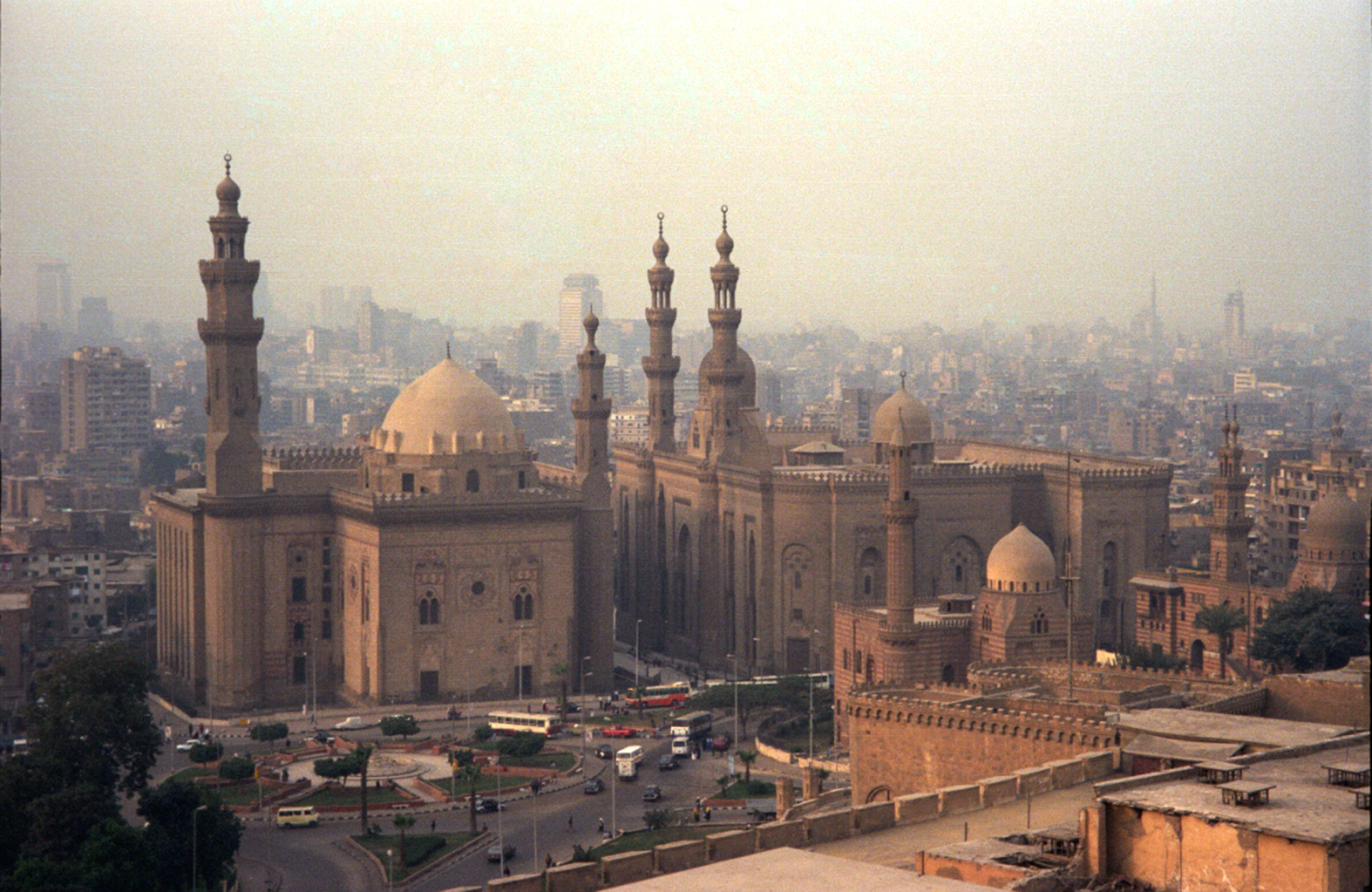
Al-Rifa'i-Moschee (rechts) und Sultan-Hasan-Moschee (links) von der Zitdalle aus gesehen.

Die ar-Rifa'i-Moschee (arabisch مسجد الرفاعى, DMG Masǧid ar-Rifāʿī) befindet sich in Kairo in Midan al-Qal'a unterhalb der Zitadelle. Sie befindet sich unmittelbar neben der Sultan-Hasan-Moschee, die um 1361 gebaut wurde, und ist architektonisch an diese angeglichen. Dies war Teil einer groß angelegten Kampagne der ägyptischen Herrscher des 19. Jahrhunderts, mit der diese einerseits an den Glanz früherer Zeiten der ägyptisch-islamischen Geschichte anknüpfen wollten und andererseits die Stadt modernisieren wollten. Die Moschee wurde in der Nähe von zwei großen öffentlichen Plätzen und Boulevards im europäischen Stil gebaut.
Die ar-Rifa'i-Moschee wurde zwischen 1869 und 1912 in zwei Phasen gebaut. Ursprünglich wurde sie von Khushyar Hanin, der Mutter des Khediven (Vizekönig) Ismail Pascha, in Auftrag gegeben, um den existierenden Zawiya (Schrein) des mittelalterlichen islamischen Mystikers Ali Abu Schibbak ar-Rifa'i, einem Enkel von Ahmed Rifai, zu ersetzen oder zu erweitern. Der Schrein war ein Pilgerort für die ansässige Bevölkerung, dem mystische Heilkräfte zugeschrieben wurden. Kushayer stellte sich ein Gebäude mit doppeltem Zweck vor, einerseits für ein Haus für die Sufis, andererseits ein Mausoleum für die ägyptische Königsfamilie. Während des Baus wechselten Architekt, Aussehen und Zweck des Gebäudes.
Der ursprüngliche Architekt war Husayn Fahmi Pascha al-Mi'mar, ein entfernter Cousin aus der Dynastie Muhammad Ali Paschas. Er starb während der ersten Bauphase und der Bau wurde gestoppt, nachdem Ismail Pascha 1879 hatte abdanken müssen. Khushayar Hanim starb 1885. Die Arbeiten wurden erst 1905 unter dem Khediven Abbas Hilmi II. fortgesetzt. Überwacht wurden die Arbeiten von dem österreichischen Architekten Max Herz, Chef des Committee for the Conservation of Arab Monuments in Cairo.
Das Gebäude, einschließlich Kuppel und Minarett, ist eine Mischung aus verschiedenen Stilen aus der Zeit der Mamluken. Das Gebäude enthält eine große Gebetshalle sowie die Schreine von ar-Rifa'i und der örtlichen Heiligen Ali Abu Schibbak und Yahya al-Ansari.
Die Moschee ist weiterhin Grabstätte von Chuschyar Hanim und ihrem Sohn Ismail Pascha, sowie zahlreicher weiterer Mitglieder der königlichen Familie, darunter auch König Faruq, dessen sterbliche Überreste nach seinem Tod hierher überführt wurden. Kurzzeitig war die Moschee auch letzte Ruhestätte von Reza Schah Pahlavi, der 1944 im Exil in Südafrika starb und nach dem Zweiten Weltkrieg in den Iran zurückgebracht wurde. Heute befindet sich dort das Grab seines Sohnes Mohammad Reza Pahlavi, der 1980 in Kairo im Exil starb.

## Trivia
Die Südostansicht der ar-Rifa'i-Moschee mit den beiden Minaretten und der Kuppel dazwischen ist auf der Vorderseite der ägyptischen 10 Pfund-Banknote abgebildet.